# Stjärnformat datanät

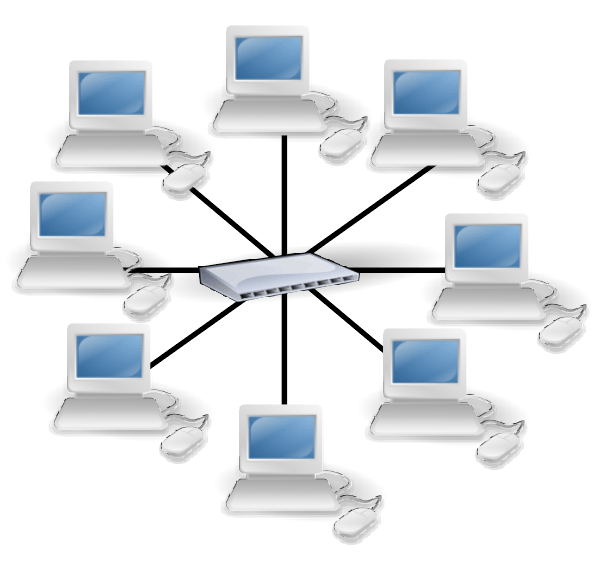

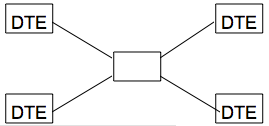
Stjärntopologi

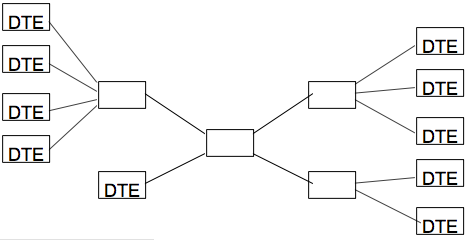
En lite mer invecklad stjärntopologi, även kallat trädformat datanät

Med en stjärntopologi menas att det finns en kabel från varje del av datornätverket till en centralt placerad koncentrator så att det bildas en stjärna, där mitten utgörs av någon form av kommunikationsutrustning.
Ett stjärnnät är en av de vanligaste datornätverkstopologierna. I den enklaste formen består det stjärnformade datanätet av en central switch, hub eller dator som används som en ledning för att transportera meddelanden. Om centralnoden är passiv, måste original noden tolerera mottagningen av ekot från sin egen sändning, försenad av tvåvägssändningen (till exempel till och från centralnoden) plus någon försening som är genererad i centralnoden. Ett aktivt stjärnnät har en aktiv central nod som ofta har uppgiften att förhindra ekorelaterade problem.
Stjärnnätet reducerar riskerna för nätverksfel eftersom alla system är anslutna till en central nod. När detta ansluts till ett busnätverk återsänder centralhubben all sändning som är mottagen från någon kringutrustning till all kringutrustning, till exempel en dator, ibland skickas även originalnoden med. Alla kringliggande noder kan någorlunda kommunicera med varandra genom att sända och mottaga genom centralnoden. Ett fel i en kringliggande nod till centralnoden påverkar endast den noden medan alla andra förblir opåverkade.

## Fördelar
Fördelarna med ett stjärnformat nätverk är att det blir flexibelt, tung trafik i en nod påverkar inte de andra. Kabelfel leder inte till att hela nätverket slutar fungera.

## Nackdelar
Nackdelarna med ett stjärnformat datanät är att det inte finns någon redundans. Om det blir fel i centralhubben så leder det till att nätverkstrafiken över den inte fungerar över huvud taget och stora delar av, eller hela, nätverket slutar fungera.